# Leonid Fjodorovič Těplov
Leonid Fjodorovič Těplov (rusky Леонид Фёдорович Теплов; 1909 – 28. února 1988) byl sovětský diplomat, velvyslanec.

## Život
V letech 1941 až 1943 pracoval v ústřední administrativě Lidového komisariátu zahraničních věcí Sovětského svazu, poté do roku 1944 jako pracovník ruského velvyslanectví ve Velké Británii. Následně se vrátit do ústřední administrativy ministerstva zahraničí, kde pracoval až do roku 1948. V letech 1948 až 1949 zastával post generálního konzula v Bratislavě, poté do roku 1950 pracoval při sovětském velvyslanectví v Československu. V rozmezí let 1950 až 1954 byl dočasným zmocněncem Sovětského svazu v Kanadě.
Mezi léty 1955 až 1956 působil jako zástupce vedoucího Protokolárního oddělení Ministerstva zahraničních věcí SSSR, následně do roku 1960 jako sovětský velvyslanec v Súdánu. V letech 1961 až 1962 byl poradcem Protokolárního oddělení Ministerstva zahraničních věcí SSSR, poté do roku 1965 opět zástupcem jeho vedoucího. V období let 1965 až 1969 zastával post velvyslance v Etiopii a následně až do roku 1979 pracoval v ústřední administrativě Ministerstva zahraničních věcí SSSR.